# Markus Brier
Markus Brier (født 5. juli 1968 i Wien, Østrig) er en østrigsk golfspiller, der pr. juli 2008 står noteret for 5 sejre gennem sin professionelle karriere. Hans bedste resultat i en Major-turnering er en 12. plads, som han opnåede ved British Open i 2007.

## Sejre på Europa-Touren
- 2006: BA-CA Golf Open
- 2007:	Volvo China Open